# Liste von Angehörigen der Legio IIII Scythica
Die Liste von Angehörigen der Legio IIII Scythica enthält die bekannten Angehörigen der Legio IIII Scythica. Die Liste ist nicht vollständig.

## Erläuterungen
1) Die röm. Vornamen (Praenomen) werden i. d. R. abgekürzt angegeben, dies betrifft die folgenden Praenomen:
| - A. = Aulus - Ap. = Appius | - C. = Gaius - Cn. = Gnaeus | - D. = Decimus - K. = Kaeso | - L. = Lucius - M. = Marcus | - M’. = Manius - Mam. = Mamercus | - N. = Numerius - P. = Publius | - Q. = Quintus - Ser. = Servius | - Sex. = Sextus - Sp. = Spurius | - T. = Titus - Ti. = Tiberius |

2) Die Tabellen sind grundsätzlich nach dem Familiennamen (Gentilname) der Personen (i. d. R. der zweite Name) sortiert. Falls eine Person kein Praenomen hat, ist gewöhnlich der Gentilname der erste Name. Ist bei einer Person weder Praenomen noch Gentilname bekannt, dann ist der Beiname (Cognomen) der relevante Name für die Sortierung. Personen, deren Name gänzlich unbekannt ist, werden in den Tabellen als Ignotus bezeichnet.
3) Ergänzungen bei den Namen sind durch () und [] gekennzeichnet, siehe Leidener Klammersystem.

## Kommandeure
Der Legatus legionis war der Kommandeur einer Legion. Folgende Legati sind bekannt:
| Name                                                                               | Datierung  | Anmerkung |
| ---------------------------------------------------------------------------------- | ---------- | --- |
| []cius Dexter Augus[tanus] [Alpin]us Bellicius Sollers Metilius [] []us Rutilianus | 151        | (CIL 3, 12116) EDH: [P. Cas]sius Dexter Augus[tanus] [Alpin]us Bellicius Sollers Metilius [] []us Rutilianus |
| L. Funisulanus Vettonianus                                                         | 62         | |
| Ti. Iulius Celsus Polemaeanus                                                      | 80         | |
| C. Iulius Scapula                                                                  | um 130/135 | |
| C. Iulius Severus                                                                  | um 130/135 | |
| A. Larcius Priscus                                                                 | 97         | |
| L. Valerius Messala Thrase[a] Poplicola Helvid[ius] Priscus                        | 101/150    | (CIL 6, 41158)                                                                                               |
| L. Septimius Severus                                                               | um 179     | |
| Q. Voconius Saxa Fidus                                                             | um 141     | |

## Offiziere

### Tribuni
Es gab in einer Legion sechs Tribunen, einen Tribunus laticlavius sowie fünf Tribuni angusticlavii. Folgende Tribuni sind bekannt:
| Name                                 | A / L | Datierung      | Anmerkung                                                                                               |
| ------------------------------------ | ----- | -------------- | --- |
| C. Aemilius Berenicianus Maximus     | L     | vor 211        | |
| Amius Murrius Umber                  | L     |                | (D 08968)                                                                                               |
| C. Arrius Antoninus                  | L     | vor 163        | |
| [] [Ca]tilius Lon[g]us               | A     | 71/100         | (CIL 3, 335)                                                                                            |
| Ti. Claudius Helvius Secundus        | A     |                | |
| [] [Claudius] Maximus                | L     | vor 144        | (CIL 3, 10336) möglicherweise identisch mit Claudius Maximus                                            |
| M. Clodius Ma[]                      | A     |                | (InscrIt-10-05, 00737)                                                                                  |
| T. Clodius Pro[culus]                | A     | -20/37         | (CIL 10, 680)                                                                                           |
| L. Egnatuleius Sabinus               | L     | vor 231/240    | (CIL 8, 10500)                                                                                          |
| L. Flavius Silva Nonius Bassus       | L     | vor 73         | |
| Q. Gagilius Modestus                 | A     | 151/200        | (AE 2013, 336)                                                                                          |
| P. Iulius Geminius Marcianus         | L     | vor 161        | |
| [T]i. Iulius Latinus                 |       | 54/68          | (CIL 6, 3919)                                                                                           |
| L. Iulius Marinus Caecilius Simplex  | L     | vor 91         | |
| C. Iulius Proculus                   | L     | vor 109        | |
| C. Iulius Severus                    | L     | vor 143        | |
| P. Manilius V[opis]cus Vicinillianus | L     | vor 101/125    | (CIL 14, 4242) = P. Manilius Vopiscus Vicinillianus L. Elufrius Severus Iulius Quadratus Bassus         |
| L. Marius Perpetuus                  | L     | vor 212/216    | |
| C. Oclatius Modestus                 | A     | vor 120/138    | (CIL 9, 1619)                                                                                           |
| L. Octavius Rufus                    | A     | -27/14         | (CIL 11, 6167)                                                                                          |
| P. Opsidius Rufus                    | A     | -27/68         | (AE 2016, 455, CIL 5, 2791)                                                                             |
| Q. Paesidius Macedo                  | A     | 54/66          | (AE 1923, 40) prim(o) pil(o) leg(ionis) IX Hisp(anae) praef(ecto) castror(um) leg(ionis) IV Scythic(ae) |
| [C. Petillius] Firmus                | L     | vor 71/80      | (CIL 11, 1834)                                                                                          |
| C. Sempronius Fidus                  | A     | Anfang 2. Jhd. | |
| Q. Servilius Pudens                  | L     | vor 180        | |
| C. Sextius Martialis                 | A     |                | (CIL 8, 11813)                                                                                          |
| Ignotus                              | A     |                | (AE 1926, 80)                                                                                           |
| Ignotus                              | L     | 180/192        | (CIL 6, 41200)                                                                                          |
| Ignotus                              | L     |                | (CIL 8, 7030)                                                                                           |
| Ignotus                              | L     | 51/100         | (CIL 9, 7899) [t]r(ibunus) mil(itum) [leg(ionis)] [IIII] Scyt[hicae(?)]                                 |
| Ignotus                              | A     |                | (AE 1926, 80)                                                                                           |

### Praefecti legionis
Folgende Praefecti legionis sind bekannt:
| Name                    | Datierung | Anmerkung                                                                                  |
| ----------------------- | --------- | ------------------------------------------------------------------------------------------ |
| T. Aur(elius) Cassianus | 211/222   | (CIL 3, 4393) praef(ectus) leg(ionum) IIII Scy(thicae) et XIIII G(eminae) Ant(oninianarum) |
| Ignotus                 | 71/130    | (AE 1997, 1522)                                                                            |

### Centuriones
Ein Centurio befehligte in einer Legion eine Centuria. In einer Legion gab es unter den Centuriones eine festgelegte Rangfolge; der ranghöchste Centurio war der Primus Pilus. Folgende Centuriones sind bekannt:
| Name                    | [ Ce 1 ] | Datierung                | Anmerkung |
| ----------------------- | -------- | ------------------------ | --- |
| Ael(ius) Verecundinus   | HaPr     | 217/218                  | (AE 1993, 1577) mil(itavit) ann(os) XXI […] vixit ann(os) XXXVI                                                      |
| C. Aninius Gallus       |          | 1/100                    | (CIL 11, 5935) militavit in pr(aetorio) an(nos) XVII […] centurio in leg(ione) IIII Scythic(a) an(nos) XVIIII        |
| C. Appuleius Firmus     |          | 1/100                    | (CIL 9, 4058) |
| M. Aurelius Iustus      |          | Ende 2. / Anfang 3. Jhd. | unsicher, ob er Centurio in der Legio IIII Flavia Felix oder in der Legio IIII Scythica war                          |
| Q. Avillius Priscus     |          | 151/250                  | (AE 2000, 227) |
| Celesticus              |          | 51/100                   | (IGLS-17-01, 00208) centurio leg(ionis) III Gall(icae) IIII Scy(thicae) VI Ferr(atae)                                |
| C. Coesius Florus       | PP       | 131/230                  | (AE 1984, 893) praef(ecto) leg(ionis) XI Cl(audiae)                                                                  |
| Q. Etuvius Capreolus    |          | vor 70/80                | |
| C. Iulius Celer         |          | 2. oder 3. Jhd.          | |
| Iul(ius) Crescens       |          |                          | (CIL 6, 3603) ex leg(ione) VII Cl(audia) ordinatus centurio in leg(ione) IIII Scyt(hica)                             |
| C. Iul(ius) Rufinus     |          |                          | (AE 1929, 181) |
| [] Iulius Rufus         |          | 88/91                    | (CIL 3, 250) |
| M. Iulius Rufus         | PrPr     | 1. Jhd.                  | |
| C. Iulius Valerianus    |          | 2. Jhd.                  | |
| C. Ligustinius Disertus |          | 2. Jhd.                  | |
| P. Mamius Super         |          | 71/130                   | (AE 2012, 211) |
| Marcianus               |          | 101/230                  | (AE 1908, 27) |
| L. Navius Super         |          | 71/130                   | (AE 2012, 211) |
| M. Paccius Marcellus    | PP       |                          | (CIL 9, 1005) Brian Dobson Vol. 2, Nr. 338, S. 232–233                                                               |
| C. Pomponius Aquila     |          | 1/300                    | (AE 1915, 115) EDCS: Centurio EDH: Signifer                                                                          |
| Sex. Rufius Victor      | PP       |                          | (AE 1926, 125) Brian Dobson Vol. 2, Nr. 389, S. 271                                                                  |
| M. Sabidius Maximus     |          | um 138                   | |
| M. Septimius Magnus     |          | 1. oder 2. Jhd.          | |
| M. Ulpius Proculeinus   |          | 101/230                  | (AE 1908, 26) EDCS: [(centurio?) l]eg(ionis) IIII Scy(thicae)                                                        |
| M. Verginius Bassus     |          | 101/300                  | (CIL 6, 403) |
| Ignotus                 | PP       | 41/54                    | (CIL 10, 1711) |
| Ignotus                 |          | 101/200                  | (CIL 11, 1059) Malone Nr. 4.3, S. 87–89 Summerly S. 198                                                              |
| Ignotus                 |          | 101/250                  | (CIL 13, 1859) centurio? leg(ionis) XI Claud(iae) XIII Gemin(ae) IIII Scythic(ae) [has]tat(us) prior                 |
| Ignotus                 |          |                          | (AE 2012, 1585) |
| Ignotus                 |          | 151/200                  | (AE 1931, 113) [centurio leg(ionis) II]II Scy(thicae) [pra]epos[itus] [nu]merorum                                    |
| Ignotus                 |          | 101/200                  | (InscrAqu-02, 02745) centurio leg(ionis) IIII Scyt[h(icae) centurio leg(ionis)] VI Ferr(atae) centurio leg(ionis) [] |

1. ↑  HaPr: Hastatus prior, PP: Primus Pilus, PrPr: Princeps prior.

## Principales
Rangniedere Offiziere und Unteroffiziere werden als Principales bezeichnet.
| Name                | [ Pr 1 ] | Datierung | Anmerkung     |
| ------------------- | -------- | --------- | ------------- |
| Iul(ius) Aretinus   | SI       | 71/250    | (AE 1908, 25) |
| Iul(ius) Severu[s]  | SI       | 71/250    | (AE 1908, 25) |
| Rabil(ius) Beliabus | SI       | 71/250    | (AE 1908, 25) |
| L. Sentius Niger    | SI       | 1/100     | (CIL 5, 5595) |

1. ↑  SI: Signifer.

## Soldaten
| Name                    |  | Datierung | Anmerkung                                    |
| ----------------------- |  | --------- | -------------------------------------------- |
| Aurel(ius) Antiochus    |  | 222       | (AE 1934, 279) ein adiutor                   |
| Aurelius Magnus         |  | 222       | (AE 1934, 279) ein adiutor                   |
| Dec(imius) Cilician(us) |  | 71/250    | (AE 1908, 25) ein Tubicen                    |
| Donnius Pasia           |  | 222       | (AE 1934, 279) ein adiutor                   |
| Felicius Felix          |  | 101/300   | (CIL 3, 6047) ein miles s(uper)n(umerarius?) |
| Iulius Domninus         |  | 222       | (AE 1934, 279) ein lib(rarius)               |
| Maximus                 |  | 211/256   | (AE 1940, 229) ein sc(a)en[i]cus             |
| Septimius Sigillianus   |  | 222       | (AE 1934, 279) ein adiutor                   |
| C. Signius Valens       |  | 1/100     | (AE 1934, 180) ein missicius                 |
| Sulpicius Proculus      |  | 151/200   | (CIL 3, 6048)                                |

## Veteranen
| Name                      | [ Ve 1 ] | Datierung | Anmerkung                                                                                |
| ------------------------- | -------- | --------- | ---------------------------------------------------------------------------------------- |
| L. Campanius [V]erecundus | SI       |           | (CIL 5, 8185) Er wurde als Veteran zum Centurio in der Cohors I Cisipadensium befördert. |
| [L.] Cas[]tanus           |          |           | (CIL 3, 592)                                                                             |
| C. Iulius Gratus          |          | 1/50      | (AE 2001, 1750)                                                                          |
| M. Iuventius Maesius      |          | 60/70     | (AE 1980, 351)                                                                           |
| Sex. Octavius             |          | 1/150     | (CIL 5, 5828)                                                                            |
| P. Porcius                |          |           | (AE 2012, 1320)                                                                          |
| [] Salvius Celer          | EQ       | 71/100    | (AE 1969/70, 133)                                                                        |
| M. Sentius Macer          |          | 1/100     | (CIL 5, 5595)                                                                            |
| C. Senti[us Satur]ninus   |          |           | (AE 1934, 128)                                                                           |

1. ↑  EQ: Eques (Reiter), SI: Signifer.